# 多林斯凱 (卡霍夫卡區)
46°26′48″N 33°41′53″E / 46.44667°N 33.69806°E
多林斯凯（烏克蘭語：Долинське）是位於烏克蘭南部的村莊，由赫爾松州卡霍夫卡區的赫雷斯蒂夫卡市鎮負責管轄。該村始建於1970年，面積5.6平方公里，海拔高度26米，2001年人口1,039，人口密度每平方公里185.5人。